# Lucius Sempronius Atratinus
Lucius Sempronius Atratinus, een Romeinse politicus die in 34 v.Chr. consul werd, was door adoptie zoon geworden van Lucius Calpurnius Bestia. Deze werd door Caelius aangeklaagd wegens ‘de ambitu’, ofwel omkoping/corruptie tijdens de verkiezingen door Marcus Caelius Rufus. Marcus Tullius Cicero pleitte voor Bestia en won het proces. Nadien probeerde Caelius Bestia nog eens aan te klagen. Maar Lucius Sempronius Atratinus stak hier een stokje voor door Caelius zelf aan te klagen wegens ‘de vi’, ofwel openbare geweldpleging. Caelius was namelijk betrokken bij de moord op een Alexandrijns gezelschap onder leiding van de filosoof Dio, die hij zelf heimelijk ook probeerde te vermoorden. Verder werd hij ook nog aangeklaagd wegens molestatie van burgers en zedeloos gedrag. En Clodia Metelli klaagde hem ook nog aan voor lenen van goud om de moord op Dio te financieren en wegens vergiftigingspoging. Met deze aanklachten wou Atratinus de hoofdzaak leggen op Caelius en niet op zijn vader Bestia. Caelius werd verdedigd door Cicero, zijn leermeester tijdens zijn opleiding tot politicus, die vrijspraak bekwam.